# Thrasya axillaris
Thrasya axillaris är en gräsart som först beskrevs av Jason Richard Swallen, och fick sitt nu gällande namn av Alasdair Graham Burman och Emmet J. Judziewicz. Thrasya axillaris ingår i släktet Thrasya och familjen gräs. Inga underarter finns listade i Catalogue of Life.